# Takehiko Kawanishi
Takehiko Kawanishi (født 9. oktober 1938) er en japansk fodboldspiller.

## Japans fodboldlandshold
| Japans landshold | Japans landshold | Japans landshold |
| År               | Kmp              | Mål              |
| ---------------- | ---------------- | ---------------- |
| 1959             | 1                | 0                |
| 1960             | 1                | 0                |
| 1961             | 5                | 0                |
| 1962             | 1                | 0                |
| Total            | 8                | 0                |